# Sialang Baru
Sialang Baru is een bestuurslaag in het regentschap Siak van de provincie Riau, Indonesië. Sialang Baru telt 2495 inwoners (volkstelling 2010).